# アヴィア B-135
アヴィア B-135
アヴィア B-135
- 用途：戦闘機
- 設計者：František Novotný
- 製造者：アヴィア・モータース
- 運用者：ブルガリア空軍
- 初飛行：1938年9月28日
- 生産数：12機

アヴィア B-135（Avia B-135、ドイツ航空省の命名規則ではAv 135）は、チェコスロバキアの低翼単葉の戦闘機である。本機は第二次世界大戦直前に開発されたアヴィア B-35の量産型であり、B-35/3試作機を基にしていたが全く新規の全金属製の主翼を備えていた。

## 歴史
B-135/1試作機はアヴィア工場を訪れたブルガリア空軍の士官の注意を引き、12機の機体と62基のエンジンの生産契約と更に50機をDAR（国営航空機工廠）でDAR 11 Lyastovitsa（ブルガリア語: Лястовица、ツバメの意）としてライセンス生産する契約が締結された。しかしDARにはこの機を生産する能力が無いことが分かり、チェコスロバキア製の12機が生産されただけであった。更なる生産計画はドイツ航空省により中止させられ、エンジンも35基が納入されただけで終わった。その代わりにブルガリア空軍はメッサーシュミット Bf109を購入するように促された。

## 運用の歴史
就役したB-135はエンジンの不具合が続いて直ぐに訓練用に回されたが、1944年3月30日にアメリカ陸軍航空軍の爆撃機編隊がルーマニアのプロイェシュティ爆撃の帰路にブルガリア領空を侵犯した時に4機のB.135がこれを迎撃した。（ブルガリア側の）幾つかの資料によるとYordan Ferdinandov中尉がその朝に1機のB-24 リベレーター爆撃機を撃墜し、Bílýの著書によるとAtanasov大尉に率いられた4機のアヴィア機がその日に1機の4発爆撃機を撃墜した可能性がある。Yordan Ferdinandov中尉の記録によると撃墜された機体はトルンとブレズニク地域に墜落した。

## 運用
ブルガリア
- ブルガリア空軍

## 要目 (B-135)
出典: Aircraft of the Third Reich Vol.1
諸元
- 乗員: 1
- 全長: 8.5 m （27 ft 11 in）
- 全高: 1.6 m （5 ft 3 in）
- 翼幅: 10.85 m（35 ft 7 in）
- 翼面積: 17 m2 （180 ft2）
- 空虚重量: 2,063 kg （4,548 lb）
- 運用時重量: kg （lb）
- 有効搭載量: kg （lb）
- 最大離陸重量: 2,547 kg （5,615 lb）
- 動力: アヴィア12Ycrs 液冷 V型12気筒エンジン、641 kW （860 hp）   × 12枚ブレード 固定ピッチプロペラ

性能
- 超過禁止速度: km/h （kt）
- 最大速度: 535 km/h （289 kn） 332 mph at 4,000 m (13,000 ft)
- 巡航速度: 460 km/h （248 kn） 286 mph
- 失速速度: km/h （kt）
- フェリー飛行時航続距離: km （海里）
- 航続距離: 550 km （297 nmi） 342 mi
- 実用上昇限度: 8,500 m （27,887 ft）
- 上昇率: 13.5 m/s （2,660 ft/min）
- 離陸滑走距離: m （ft）
- 着陸滑走距離: m （ft）
- 翼面荷重: kg/m2 （lb/ft2）
- 馬力荷重（プロペラ）: kW/kg （hp/lb）

武装
- 固定武装: 1 x 20 mm (0.79 in) MG FF 機関砲
2 x 7.92 mm (0.312 in) Mk. 30 (Česká zbrojovka Strakonice) 機関銃